# Yeah! Yeah! Yeah!
Yeah! Yeah! Yeah! (Originaltitel: A Hard Day’s Night) ist eine britische Mockumentary des Regisseurs Richard Lester aus dem Jahr 1964. Im Mittelpunkt der Spielhandlung stehen die vier Mitglieder der Beatles. Der Soundtrack wurde als Album A Hard Day’s Night veröffentlicht.

## Handlung

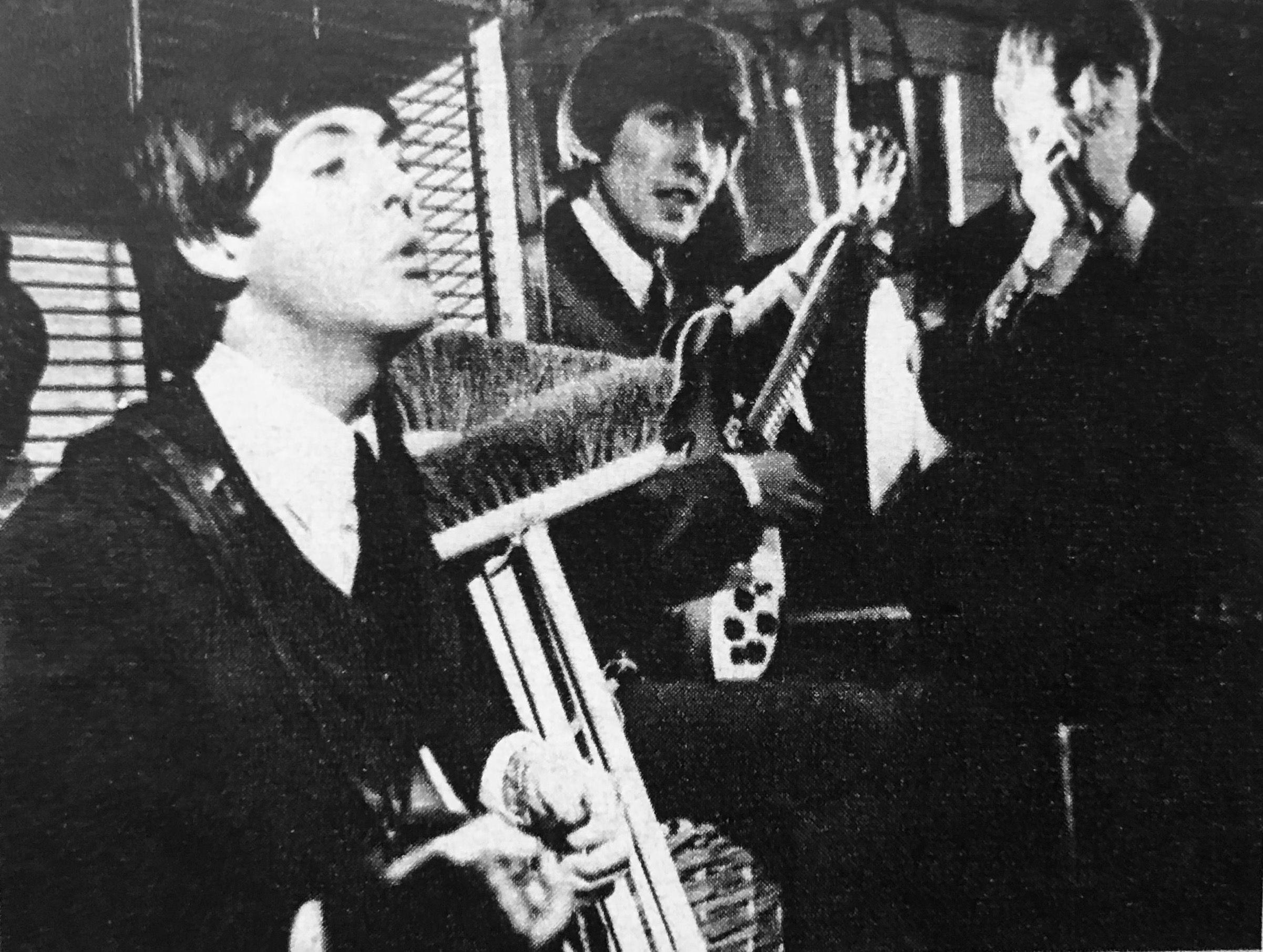
Beatles, 1964

Der Film, der am 6. Juli 1964 als A Hard Day’s Night im London Pavilion seine Premiere hatte und am 10. Juli in Liverpool erstaufgeführt wurde, beschreibt einen Tag im Leben der Beatles und ironisiert zugleich die „Beatlemania“, die seit 1963 in vollem Gange war. Im Rahmen der Möglichkeiten eines Filmes werden die unterschiedlichen Charaktere der vier Beatles gezeigt: John als der schlaue und sarkastische Zyniker, Paul als der niedliche Charmante, George als der stille Zurückhaltende, Ringo als der witzige Clown, der aber unter seiner nachgeordneten Rolle im Bandgefüge leidet. Der Schwarzweißfilm gibt mitunter vor, ein Bild des tatsächlichen Lebens der Beatles zu liefern, und bedient sich dazu des Stils einer Mockumentary. Zudem ist er ein Dokument des Swinging London der 1960er Jahre.
In der Anfangsszene fliehen die Beatles vor einer Horde von Fans, während sie einen Zug nach London erreichen wollen. Während der Zugfahrt stellt Paul den anderen Beatles seinen Großvater (Wilfrid Brambell) vor, der sich als Querulant entpuppt. Anschließend veralbern sie einen älteren Mann und flirten mit Schulmädchen, bevor sie am Londoner Bahnhof ankommen, wo sie schnell zu einem Hotel gefahren werden, in dem sie sich aber eingepfercht fühlen. Ihr Manager Norm (Norman Rossington) beauftragt sie, alle ihre Fanpost zu beantworten, aber stattdessen schleichen sie sich zu einer Party hinaus, wo sie dann anschließend von Norm eingefangen und wieder ins Hotel zurückgebracht werden. Dort stellen sie fest, dass der Großvater von Paul in ein Casino gegangen ist und sein Geld verspielt hat; anschließend wird er wieder ins Hotel gebracht.

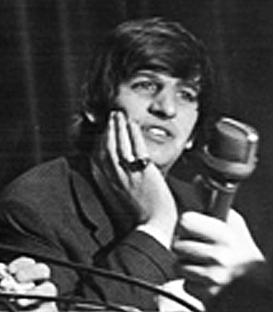
Ringo Starr, 1964

Am nächsten Tag kommen die Beatles für einen Auftritt in ein Fernsehstudio. Nach der ersten Probe glaubt der Produzent (Victor Spinetti), dass sie seine Karriere sabotieren wollen. Die Beatles flüchten über eine Feuerleiter und tanzen auf einem Feld, bis sie vom Eigentümer vertrieben werden. Zurück in den Studios trennen sich die Wege der Beatles; so gerät George in eine Modeagentur, wo er aufgrund seiner Bemerkungen rausgeworfen wird. Die Beatles kehren ins Fernsehstudio zurück, um zwei weitere Lieder zu proben.
Eine Stunde vor der Fernsehübertragung muss Ringo auf Pauls Großvater aufpassen und bringt ihn zum Teetrinken in die Kantine, während er ein Buch liest. Der Großvater überredet Ringo, raus zu gehen, um das Leben zu genießen, anstatt Bücher zu lesen. Ringo geht in eine Kneipe, macht Fotos, geht an einem Kanal entlang und fährt mit einem Fahrrad. Während die anderen drei vergeblich nach Ringo suchen, werden Ringo und Pauls Großvater, der gefälschte Autogramme der Beatles verkauft, festgenommen und zu einer Polizeistation gebracht. Der Großvater kann aber fliehen und informiert die anderen Beatles über Ringos augenblickliche Situation. Norm schickt John, Paul und George, um Ringo von der Polizeistation zu holen. Die Beatles geraten in eine Verfolgungsjagd mit der Polizei, bevor sie mit Ringo kurz vor der Übertragung ins Fernsehstudio zurückkehren. Das Fernsehkonzert läuft wie geplant, danach werden die Beatles per Helikopter zu einer weiteren Aufführung gebracht.

## Synchronfassung
Die deutsche Synchronfassung des Filmes verändert mitunter den Sinn der Dialoge vollkommen. Die Beatles unterhalten sich über Die Blechtrommel von Günter Grass, zitieren deutsche Gedichte und wollen zum deutschen Film.
| Rolle           | Darsteller       | Synchronstimme   |
| --------------- | ---------------- | ---------------- |
| John            | John Lennon      | Rainer Brandt    |
| Paul            | Paul McCartney   | Wolfgang Gruner  |
| George          | George Harrison  | Wolfgang Draeger |
| Ringo           | Ringo Starr      | Horst Gentzen    |
| Pauls Großvater | Wilfrid Brambell | Hugo Schrader    |

## Kritiken
„Neuartig und richtungsweisend für spätere Musikfilme ist die authentische Wiedergabe von Lebensgefühl und Zeit-Atmosphäre, die weniger durch protokollarischen Realismus als durch schöpferische Unordnung und parodistische Stilexperimente erreicht wird.“

„Selten dürfte ein Film sein Publikum so verwirrt haben, ohne verworren zu sein. Regisseur Richard Lester nutzte das Filmdebüt der Beatles als Spielplatz für die verschiedensten Tricks moderner wie älterer Kinokunst. Unter Verzicht auf die in Musikfilmen übliche Rahmenhandlung bietet er Momente aus dem Beatle-Alltag, pendelt er – freilich mit wechselndem Geschick – zwischen Reportage, Parodie und Spielfilmfragmenten, zwängt er seine fröhlich grimassierenden Darsteller immer wieder in kunstvolle Regie-Arrangements. Für Cineasten eine freudige Überraschung – die jugendliche Publikumsmehrheit hält sich ans Yeah, yeah, yeah.“

## Auszeichnungen
Das Drehbuch und die Musik wurden 1965 für den Oscar nominiert.
Das British Film Institute wählte Yeah! Yeah! Yeah! im Jahr 1999 auf Platz 88 der besten britischen Filme aller Zeiten.

## Sonstiges
Pattie Boyd ist in der Rolle von Jean, einem Schulmädchen, das nicht im Abspann erwähnt wird, zu sehen und lernte auf dem Set George Harrison kennen, den sie später heiratete.
Für den DDR-Machthaber Walter Ulbricht war das „Yeah! Yeah! Yeah!“ der Beatles ein Paradebeispiel für westliche Beatmusik: „Ist es denn wirklich so, dass wir jeden Dreck, der vom Westen kommt, nu kopieren müssen? Ich denke, Genossen, mit der Monotonie des Je-Je-Je, und wie das alles heißt, […] sollte man doch Schluss machen.“ (1965, Ankündigung des Verbots westlicher Beatmusik auf dem 11. Plenum des ZK der SED).
Erst Jahre nach der Filmveröffentlichung wurde bekannt, dass der Sänger Phil Collins in diesem Film einen Auftritt als Statist hatte.
Der Kinostart des Films in der Bundesrepublik Deutschland war am 23. Juli 1964, die Fernseh-Erstausstrahlung am 18. April 1974 im ZDF.

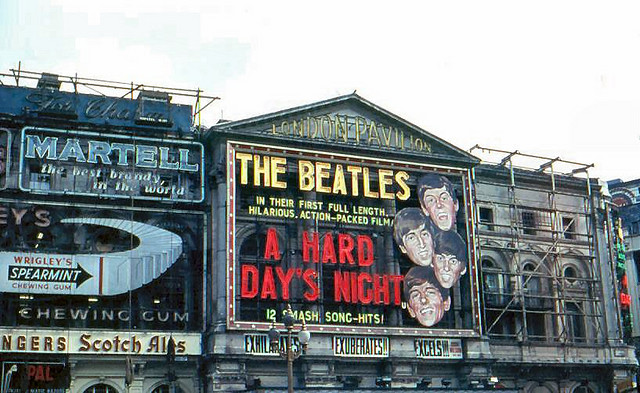
Das London Pavilion Cinema zeigt A Hard Day’s Night, 1964

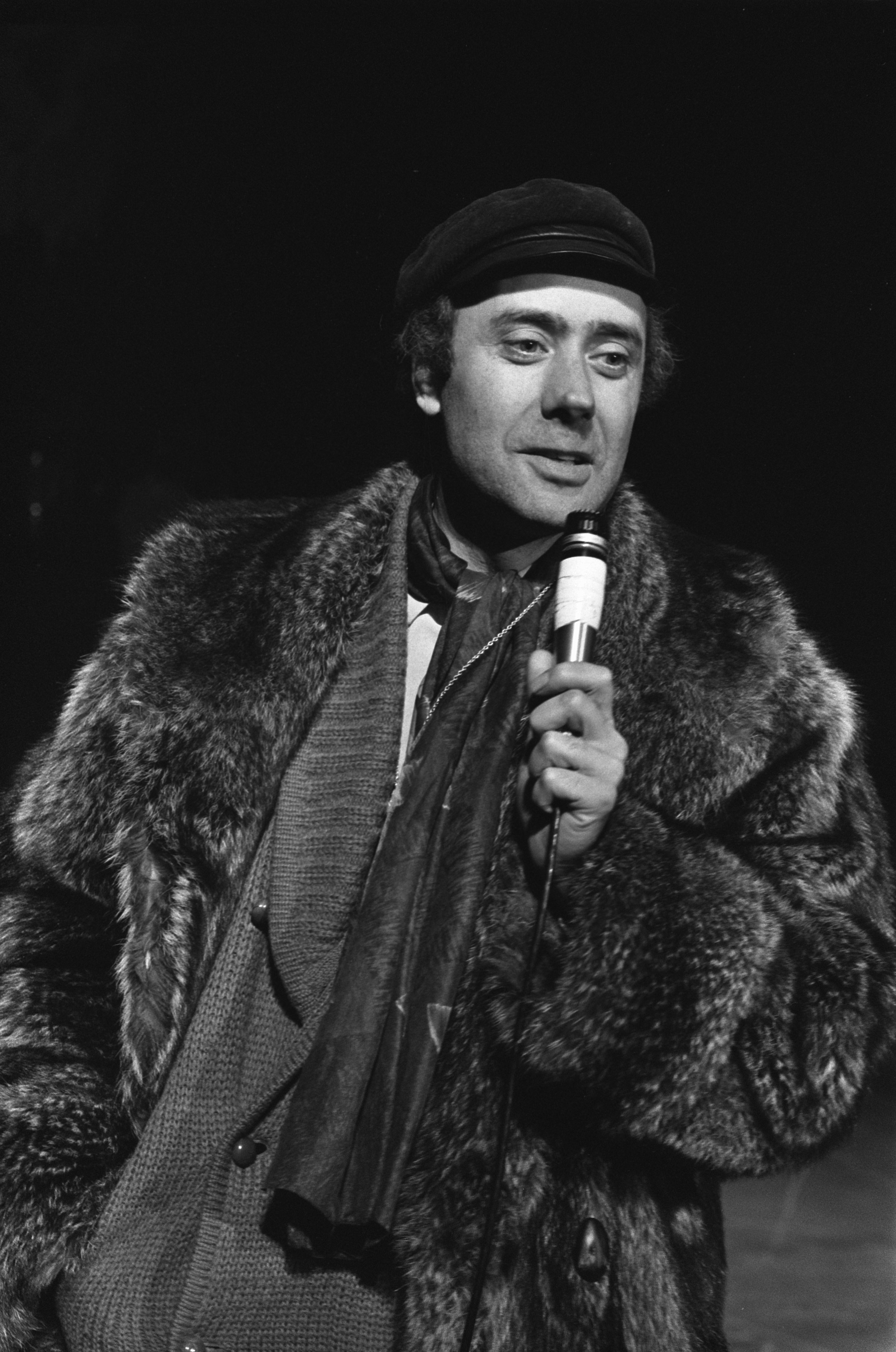
Victor Spinetti spielt im Film A Hard Day’s Night einen Fernsehregisseur

## Aufnahmedaten und -orte
- 02. März 1964: Londoner Paddington Bahnhof, Zugfahrt nach West Country
- 03. März 1964: Zugfahrt nach West Country
- 04. März 1964: In einem Zug und an der Station Crowcombe
- 05. + 6. März 1964: Zugfahrt nach West Country
- 09. März 1964: Zugfahrt von London nach Newton Abbot
- 10. März 1964: Pub The Turks Head in der Winchester Road in Twickenham
- 11. + 12. März 1964: Twickenham Filmstudios
- 13. März 1964: Gatwick Airport South, Surrey
- 16. März 1964: Twickenham Filmstudios
- 17. März 1964: Im Club Les Ambassadeurs, London
- 18.–20. März 1964: Twickenham Filmstudios
- 23. + 24.–26. März 1964: Im Scala Theatre in London
- 31. März 1964: Live-Auftritt im Scala Theatre. Aufgenommen werden die Songs Tell Me Why, I Should Have Known Better, And I Love Her, She Loves You und You Can’t Do That (wurde nicht für den endgültigen Film benutzt)
- 01. + 2. April 1964: Im Scala Theatre in London
- 03. April 1964: Twickenham Filmstudios
- 05. April 1964: Marylebone Station, London
- 06. + 7. April 1964: Twickenham Filmstudios
- 09. April 1964: An der Themse, Kew, Surrey
- 10. April 1964: Twickenham Filmstudios
- 12. April 1964: Marylebone Station, London
- 13. + 14. April 1964: Twickenham Filmstudios
- 15. April 1964: Außenaufnahmen vor dem Scala Theatre in London
- 16. April 1964: St. John’s Secondary School in der Clarendon Road Nr. 83, Notting Hill Gate (im Film stellte es eine Polizeistation dar)
- 17. April 1964: Im Club Les Ambassadeurs, London
- 18. April 1964: Twickenham Filmstudios
- 20. + 21. April 1964: The Jack Billings TV School of Dancing, London
- 22. April 1964: Hammersmith Odeon, London
- 23. April 1964: Thornbury Playing Fields, Isleworth-Middlesex
- 24. April 1964: Edgehill Road, London

## Filmmusik und Soundtrackalbum
Folgende Lieder wurden im Film gespielt, die Kompositionen stammen, wenn nicht anders aufgeführt, von Lennon/McCartney.
Die Titel in der Folge ihrer Verwendung im Film:
1. A Hard Day’s Night (Filmvorspann)
2. I Should Have Known Better
3. I Wanna Be Your Man (kurze Einspielung)
4. Don’t Bother Me (Harrison) (kurze Einspielung)
5. All My Loving (kurze Einspielung)
6. If I Fell
7. Can’t Buy Me Love
8. And I Love Her
9. I’m Happy Just to Dance with You
10. Ringo’s Theme (This Boy) (Instrumentallied von George Martin & his Orchestra)
11. Can’t Buy Me Love (Wiederholung)
12. Tell Me Why
13. She Loves You
14. A Hard Day’s Night (Filmabspann)

- Am 26. Juni 1964 wurde in den USA das Soundtrackalbum A Hard Day’s Night veröffentlicht. In Deutschland erschien am 9. Juli 1964 und einen Tag später in Großbritannien das Studioalbum A Hard Day’s Night, das neben den sieben Filmliedern noch weitere sechs Titel enthält.
- In Großbritannien wurde am 4. November 1964  die EP Extracts from the Film A Hard Day’s Night veröffentlicht, die vier Lieder des Films enthält. In Deutschland erschienen zwei EPs, die Lieder des ersten Spielfilms der Beatles enthalten The Beatles’ Songs (September 1964) und The Beatles’ Voice (Oktober 1964).

## Veröffentlichung

### Spielfilm
| Titel                   | Format      | Sprache  | Datum                                              | Label                                                                               | Anmerkungen |
| ----------------------- | ----------- | -------- | -------------------------------------------------- | ----------------------------------------------------------------------------------- | --- |
| Yeah A Hard Day’s Night | VHS         | englisch | Juni 1984                                          | MPI Home Video                                                                      | |
| Yeah A Hard Day’s Night | VHS         | englisch | Feb. 1987                                          | MPI Home Video                                                                      | |
| Yeah A Hard Day’s Night | VHS         | deutsch  | 1. Sep. 1990                                       | MPI Home Video                                                                      | |
| Yeah A Hard Day’s Night | DVD         | englisch | 14. Nov. 1997                                      | MPI Home Video                                                                      | nur in den USA |
| Yeah A Hard Day’s Night | DVD         | englisch | 24. Sep. 2002                                      | Miramax                                                                             | Tonspur 5.1; digital restaurierter Film; Umwandlung in Widescreen-Format; Bonus-DVD mit Interviews mit den noch lebenden Beteiligten des Films (ohne Paul McCartney und Ringo Starr) |
| Yeah A Hard Day’s Night | DVD         | deutsch  | 18. Okt. 2001                                      | Miramax                                                                             | Tonspur 5.1; digital restaurierter Film; Umwandlung in Widescreen-Format; Bonus-DVD mit Interviews mit den noch lebenden Beteiligten des Films (ohne Paul McCartney und Ringo Starr) |
| Yeah A Hard Day’s Night | Blu-ray/DVD | englisch | 24. Juni 2014 (USA) 21. Juli 2014 (Großbritannien) | Koch Media (Deutschland), Criterion Collection (USA), Second Sight (Großbritannien) | englische Tonspur 5.1: neu abgemischt von Giles Martin, englische Tonspur 2.0: neu abgemischt, deutsche Tonspur in 5.1 und 2.0; digital restaurierter Film in 4K. Die deutsche Special Edition enthält außerdem den Spielfilm auf einer gesonderten DVD, zwei Bonus-DVDs mit diversen Extras: In Their Own Voices (neue Zusammenstellung mit Interviews von den Beatles aus dem Jahr 1964 mit behind-the-scenes Aufnahmen and Fotos), You Can’t Do That: The Making of “A Hard Day’s Night” (aus dem Jahr 1994), Things They Said Today (Dokumentation über den Film aus dem Jahr 2002 mit Richard Lester, George Martin und Alan Owen) sowie diverse weitere kleine Dokumentationen und Specials mit Beteiligten des Films. |
| Yeah A Hard Day’s Night | Blu-ray/DVD | deutsch  | 14. Juli 2014                                      | Koch Media (Deutschland), Criterion Collection (USA), Second Sight (Großbritannien) | englische Tonspur 5.1: neu abgemischt von Giles Martin, englische Tonspur 2.0: neu abgemischt, deutsche Tonspur in 5.1 und 2.0; digital restaurierter Film in 4K. Die deutsche Special Edition enthält außerdem den Spielfilm auf einer gesonderten DVD, zwei Bonus-DVDs mit diversen Extras: In Their Own Voices (neue Zusammenstellung mit Interviews von den Beatles aus dem Jahr 1964 mit behind-the-scenes Aufnahmen and Fotos), You Can’t Do That: The Making of “A Hard Day’s Night” (aus dem Jahr 1994), Things They Said Today (Dokumentation über den Film aus dem Jahr 2002 mit Richard Lester, George Martin und Alan Owen) sowie diverse weitere kleine Dokumentationen und Specials mit Beteiligten des Films. |

### Dokumentation überA Hard Day’s Night
| Titel                            | Inhalt                                     | Format | Datum         | Label                | Anmerkungen    |
| -------------------------------- | ------------------------------------------ | ------ | ------------- | -------------------- | -------------- |
| The Making of A Hard Day’s Night | Interviews und Kommentare der Mitwirkenden | VHS    | 28. März 1995 | MPI Home Video/Apple | Hi-Fi Stereo   |
| The Making of A Hard Day’s Night | Interviews und Kommentare der Mitwirkenden | VHS    | 28. Juli 1998 | MPI Home Video/Apple | nur in den USA |